# 小林清之介
小林 清之介（こばやし せいのすけ、1920年11月12日 - 2013年12月22日）は、日本の動物文学者、児童文学作家、俳人。
動物文学会、日本野鳥の会会員。日本鳥学会、日本昆虫学会、日本児童文芸家協会、俳人協会会員。

## 来歴
東京・牛込区出身。本名は清之助。東京YMCA英語専門学校卒。
中央公論社、河出書房などで雑誌編集ののち、著述業となる。高島春雄、石井悌らの指導で、野鳥、昆虫の飼育や野外観察を行い、角川源義、石川桂郎に俳句を学び、角川主宰の「河」石川主宰の「風土」のそれぞれ同人。この二つが結びつき、動物俳句の研究を手掛ける。
1974年『野鳥の四季』で小学館文学賞、1991年児童文化功労賞（日本児童文学者協会）を受賞。
子供向けの『ファーブル昆虫記』『シートン動物記』を多く刊行している。雀々亭主人。
1981年俳人協会幹事。
「うちのかみさん」が口癖だったのを、額田やえ子が聞いて『刑事コロンボ』に使った。

## 著書
- 『昆虫の本』（高島春雄共著、あかね書房） 1952
- 『動物のふしぎ』（偕成社、少年少女ものがたり百科） 1962
- 『ファーブル 昆虫の詩人』（偕成社、世界偉人伝全集） 1963
- 『スズメの四季』（文芸春秋新社、ポケット文春） 1963
- 『鳥の歳時記』（真珠書院、パール新書） 1967
- 『日本の小動物誌 昆虫と野鳥』（毎日新聞社） 1968
- 『写真歳時記スズメ』（真珠書院） 1968
- 『こんちゅうのふしぎ』（偕成社、絵百科なぜとなに） 1969
- 『とりやけもののふしぎ』（偕成社、絵百科なぜとなに） 1970
- 『ゾウの大旅行』（小峰書店、動物ノンフィクション） 1970
- 『さいごの日本オオカミ』（小峰書店、動物ノンフィクション） 1970
- 『シーラカンスを追って』（小峰書店、動物ノンフィクション） 1970
- 『スズメとり大作戦』（小峰書店、動物ノンフィクション） 1970
- 『動物歳時記』 (角川選書) 1970
- 『ブッポウソウのなぞ』（小峰書店、動物ノンフィクション） 1971
- 『小さな博物誌』（毎日新聞社） 1972
- 『スズメの世界』（旺文社、ジュニア図書館） 1973
- 『写真野鳥記』（菅原光二写真、あかね書房） 1973
- 『野鳥の四季』（小峰書店、少年少女ノンフィクション） 1974
- 『身辺動物記』（あすなろ書房） 1975
- 『ちびっこウサギといねむりカメ』（高橋書店） 1975
- 『からすのくろすけ』（小学館） 1975
- 『少年とアオバズク』（旺文社） 1975
- 『こども版・日本こん虫記』全5巻（あすなろ書房） 1977 - 1978
- 『しろげのちゅんた』（小学館） 1977.6
- 『動物の四季』（小学館創造選書） 1980.11
- 『ぼくはスズメ』（あすなろ書房） 1983.1
- 『動物五百句 私の動物歳時記』（明治書院） 1983.1
- 『小鳥とさとう水』（ひさかたチャイルド） 1983.5
- 『けんちゃんとつばめの子』（佑学社） 1983.8
- 『ちびっこフクロウのぼうけん』（あすなろ書房） 1984.3
- 『シートン 動物文学の父』（チャイルド本社） 1984.6
- 『グーチョキパー鳥』（あすなろ書房） 1984.11
- 『ぼくはありじごく』（チャイルド本社、チャイルド科学絵本館） 1985
- 『こもりぐものおかあさん』（チャイルド本社） 1985.11
- 『季語深耕「虫」』（角川選書） 1985.12
- 『季語深耕「鳥」』（角川選書） 1989
- 『ご隠居さんと熊さんの俳句上達談義』（ぎょうせい） 1991.10
- 『こども伝記ものがたり こばやし・いっさ』（チャイルド本社） 1992.1

## 翻訳
- 『動物記』（アーネスト・トムソン・シートン、東西五月社） 1960、のち旺文社文庫
- 『シートン動物記 幼年版』全8巻（偕成社） 1971 - 1972
- 『とりとりいろいろなとり』（ヨセフ・グッゲンモス、偕成社） 1971
- 『ファーブルこんちゅう記 こども版』全7巻（小峰書店） 1974 - 1975